# Winooski
Winooski – miasto w Stanach Zjednoczonych, w stanie Vermont, w hrabstwie Chittenden.